# تمرحنة بيضاء الزهر
تمرحنة بيضاء الزهر (الاسم العلمي:Ligustrum leucanthum) هي نوع من النباتات تتبع جنس التمرحنة من الفصيلة الزيتونية.